# Andreas Tschopp
Andreas Tschopp (* 15. Mai 1979 in Zürich) ist ein Schweizer Musiker  des Modern Jazz. Er spielt Posaune und Bassposaune.

## Leben und Wirken
Tschopp, dessen jüngerer Bruder der Saxophonist Matthias Tschopp ist, studierte bis 2003 Posaune in der Jazzabteilung der Hochschule für Musik Basel bei Adrian Mears. Bereits in dieser Zeit gehörte er zur Funkband Starch, mit der er mehrere Alben einspielte und international tourte. Dann wurde er Mitglied von Gruppen wie Kaspar Ewalds Exorbitantes Kabinett, des Swiss Jazz Orchestra und von Hildegard lernt fliegen, wo er an bisher (2015) vier Alben beteiligt war. 2009 gründete er mit Jan Schreiner, Bernhard Bamert und Nils Wogram das Vertigo Trombone Quartett, mit dem er 2012 bei der Produktion Wagnerin der Bayerischen Staatsoper bei den Münchner Opernfestspielen tätig war. Mit Marc Stucky und Kyle Shepherd gründete er die Band Skylark.
Ausserdem spielte Tschopp in Bob Brookmeyers New Art Orchestra, in der 2009 für den 75. Geburtstag von Quincy Jones in Montreux zusammengestellten Bigband mit Herbie Hancock, Chaka Khan, James Moody und Al Jarreau, der Generations Festivalband 2004 mit Kenny Werner, Dick Oatts und Gary Smulyan und in Johannes Lauers Lauer Large. Auch trat er mit Musikern wie Hans Feigenwinter, Adi Pflugshaupt, Mats Spilmann, Colin Vallon oder Dominik Egli auf. Weiter ist er auf Alben von Lars Lindvall, Heidi Happy, Reto Suhner, Le Rex, Martin Streule, Thandi Ntuli, des Zurich Jazz Orchestra und des Lucerne Jazz Orchestra zu hören.
Er konzertierte auf dem North Sea Jazz Festival, dem Jazz Festival Willisau, dem Montreux Jazz Festival und dem moers Festival ebenso auf wie bei jazznojazz Zürich, dem Cully Jazz Festival, dem jz Festival Shanghai und dem Festival for Music and Dance Bangkok.